# New Japan Pro Wrestling
New Japan Pro Wrestling — головна професійна федерація реслінгу в Японії, яку в червні 1972 році заснував Антоніо Інохі. У 2005 році Інохі продав компанію одному з найбільших розробників комп'ютерних ігор Yuke's. New Japan Pro Wrestling транслюється по ТБ на телеканалі TV Asahi, а також є другою федерацією професіонального реслінгу за відвідуваністю у світі після World Wrestling Entertainment (WWE). Від початку створення (у 1972 році) і по 1986 р. New Japan Pro Wrestling входила до National Wrestling Alliance. NJPW відома своїм співробітництвом з ММА та іншими професійними промоушенами реслінгу, як-от World Wrestling Entertainment, World Championship Wrestling, Total Nonstop Action Wrestling, WAR, Ring of Honor, Pride Fighting Championships і Jersey All Pro Wrestling. Найбільша реслінг-подія, яку організовує NJPW називається «Королівство Реслінгу» і проходить 4 січня в Tokyo Dome.

## Чемпіонства NJPW
| Назва титулу                                     | Чемпіон                                                  | Дата виграшу   | Примітки |
| ------------------------------------------------ | -------------------------------------------------------- | -------------- | --- |
| Чемпіонство світу IWGP у важкій вазі             | САНАДА                                                   | 8 квітня 2023  | Переміг Казучіку Окаду на шоу «Sakura Genesis 2023»                                                                                        |
| Чемпіонство IWGP у напіввайжкій вазі             | Хірому Такахаші                                          | 4 січня 2023   | Переміг Тайджі Ішіморі, Ель Десперадо та Мастера Вато на шоу «Wrestle Kingdom 17»                                                          |
| Чемпіонство Сполучених Штатів IWGP у важкій вазі | Вілл Оспрей                                              | 25 червня 2023 | Переміг Кенні Омегу на шоу «Forbidden Door 2023»                                                                                           |
| Чемпіонство NEVER у відкритій вазі               | Девід Фінлі                                              | 3 травня 2023  | Переміг Тама Тонгу на шоу «Wrestling Dontaku 2023»                                                                                         |
| Світове Чемпіонство Телебачення NJPW             | Зак Сейбр мл.                                            | 4 січня 2023   | Переміг Рена Наріту в фіналі турніру за чемпіонство на шоу «Wrestle Kingdom 17»                                                            |
| Чемпіонство STRONG у відкритій вазі              | Едді Кінгстон                                            | 5 липня 2023   | Переміг КЕНТУ на шоу «STRONG Independence Day - День 2»                                                                                    |
| Жіноче чемпіонство IWGP                          | Маю Іватані                                              | 23 квітня 2023 | Пермогла Мерседес Моне на шоу «Stardom All-Star Grand Queendom»                                                                            |
| Жіноче чемпіонство STRONG                        | Джулія                                                   | 5 липня 2023   | Перемігла Віллоу Найтінгейл на шоу «STRONG Independence Day - День 2»                                                                      |
| Командне чемпіонство IWGP                        | Bishamon (Хіроокі Гото та ЙОШІ-ХАШІ)                     | 4 червня 2023  | Перемогли House of Torture (EVIL та Юджіро Такахаші) та United Empire (Аарон Хенаре та Грейт-О-Хан) на шоу «Dominion 6.4 In Osaka-Jo Hall» |
| Командне чемпіонство IWGP у напівважкій вазі     | Bullet Club War Dogs (Кларк Коннорс та Дрілла Молоні)    | 4 липня 2023   | Перемогли Catch 22 (Франческо Акіра та TJP) на шоу «STRONG Independence Day - День 1»                                                      |
| Командне чемпіонство STRONG у відкритій вазі     | Bullet Club War Dogs (Алекс Коуглін та Гейб Кідд)        | 4 липня 2023   | Перемогли Bishamon (Хіроокі Гото та ЙОШІ-ХАШІ) на шоу «STRONG Independence Day - День 1»                                                   |
| Командне чемпіонство тріо NEVER у відкритій вазі | CHAOS (Казучіка Оката, Томохіро Ішіі) та Хіроші Танахаші | 3 травня 2023  | Перемогли Strong Style (Ель Десперадо, Мінору Сузукі та Рена Наріту) на шоу «Wrestling Dontaku 2023»                                       |

## Турніри в NJPW
| Турнір                    | Останній переможець                      | Дата перемоги    | Примітки                                                                                          |
| ------------------------- | ---------------------------------------- | ---------------- | ------------------------------------------------------------------------------------------------- |
| G1 Climax                 | Кота Ібуші                               | 12 серпня 2019   | Переміг Джея Ваятта у фіналі турніру                                                              |
| World Tag League          | FinJuice (Джуіс Робінсон та Девід Фінлі) | 8 грудня 2019    | Перемогли Los Ingobernables de Japon (Зло та Санада) в останньому матчі блоку                     |
| New Japan Cup             | Казучіка Окада                           | 24 березня 2019  | Переміг Санаду у фіналі турніру                                                                   |
| Best of the Super Juniors | Вілл Оспрей                              | 5 червня 2019    | Переміг Шінго Такагі у фіналі турніру                                                             |
| Super Junior Tag League   | Roppongi 3K (Шо Танака і Йохей Камацу)   | 3 листопада 2019 | Перемогли Suzuki-gun(Ель Десперадо та Йошінобу Канемару) у фіналі турніру на шоу «Power Struggle» |
| Super J-Cup               | Ель Фантасмо                             | 25 серпня 2019   | Переміг Драгон Лі в фіналі турніру                                                                |
| Young Lion Cup            | Карл Фредерікс                           | 22 вересня 2019  | Переміг Шота Уміно в останньому матчі блоку на шоу «Destruction in Kobe»                          |